# 神奈川県立住吉高等学校
神奈川県立住吉高等学校（かながわけんりつ すみよしこうとうがっこう）は、神奈川県川崎市中原区にある公立の高等学校。男女共学。

## 概要
1980年（昭和55年）4月開校。校名は学校の所在地「木月住吉町」から名付けられた。米陸軍出版センターの跡地に整備され、中原平和公園の中にあるため、周囲が緑に恵まれている。愛称は「住高」。
体育祭・文化祭（総じて羽月祭と呼ばれる）・合唱コンクール・年3回行われる球技大会など学校行事が盛ん。
チアリーディング部は全国でも活躍し、陸上部もインターハイに出場したことがある。またバスケットボール部・テニス部・バドミントン部も市大会や県大会で上位に入るなど部活動も盛んである。

## 沿革
- 1979年（昭和54年）9月 - 県立川崎方面高等学校として設立準備開始
- 1980年1月 - 「神奈川県立住吉高等学校」として設置告示。同年4月開校

## 設置課程
- 全日制
- 2009年（平成21年）4月より神奈川県立中原養護学校分教室設置。

## 交通
- 東急東横線元住吉駅より徒歩8分
- JR南武線武蔵小杉駅・平間駅より徒歩15分

## 行事
- 毎年10月に行われる合唱コンクールは、J-POPが中心。
- また各学期の終盤には球技大会も行われる。
- 体育祭・文化祭は総じて「羽月祭」と呼ばれ毎年9月初めに行われていた。
- 合唱コンクール及び球技大会は学年の関係なくクラス対抗、体育祭は誕生月でわかれた季節対抗である。

## 制服
- 2007年4月より制服変更。2009年4月より全学年が新制服を着用。
  - 男子の制服は濃紺のジャケット3つボタン・濃いグレーのチェック柄ズボン・紺のストライプのネクタイ。
  - 女子の制服は濃紺のジャケット3つボタン・グレー系のチェック柄のスカート・紺のストライプのリボン。
    - また、女子はネクタイやスラックスも選択可能。

## 部活動
主な成績として、チアリーディング部が日本選手権に出場しており2009年4月4日日本テレビ系列「奇跡をくれた感動物語」で取り上げられた。また陸上競技部インターハイに出場している。
- 運動部

野球部
サッカー部
陸上競技部
チアリーディング部
硬式テニス部
バレーボール部
バスケットボール部
バドミントン部
ラグビー部
卓球部
ダンス部
- 文化部

軽音楽部
吹奏楽部
アコースティックギター部
美術部
茶道部
マルチメディア部
ハンドメイド研究部
将棋部
プログラミング研究部

## 工事
平成18年7月末から一部外装工事が行われた。

## 地域との関わり
- 住吉高校公開講座
- 国際理解委員会
- 地域貢献活動

試験後に募るボランティア有志によって中原平和公園周辺の掃除を行うお掃除大作戦など。

## 著名な出身者
- 長島一由（元政治家 - 元衆議院議員、元神奈川県逗子市長・全国最年少市長、映画監督）
- さわやか五郎（お笑い芸人・上々軍団）
- 鈴木啓太（お笑い芸人・上々軍団）
- 見木友哉（プロサッカー選手）